# Eiskögele (Glocknergruppe)
Das Eiskögele ist eine 3423 m ü. A. hohe Graterhebung der Glocknergruppe. Es liegt direkt am Alpenhauptkamm an der Grenze zwischen den österreichischen Bundesländern Salzburg, Kärnten und Tirol und stellt damit einen Dreiländerpunkt dar. Der Berg hat die Form eines eisbedeckten Horns mit einer gewaltigen Nordwand, einen ausgeprägten Nordostgrat und nach Westen hin eine scharfe Firnschneide. Von dem Stützpunkt Oberwalderhütte aus ist er leicht über den Gletscher Pasterzeboden zu erreichen. Zuerst bestiegen wurde der Berg am 30. Juli 1872 durch den Touristen B. Lergetporer aus Schwaz und den Bergführern Michel Groder und Josef Kerer. Den ersten Alleingang auf den Berg unternahm im August 1891 Ludwig Kohn aus Wien im Rahmen einer Überschreitung vom Schneewinkelkopf aus.

## Lage und Umgebung

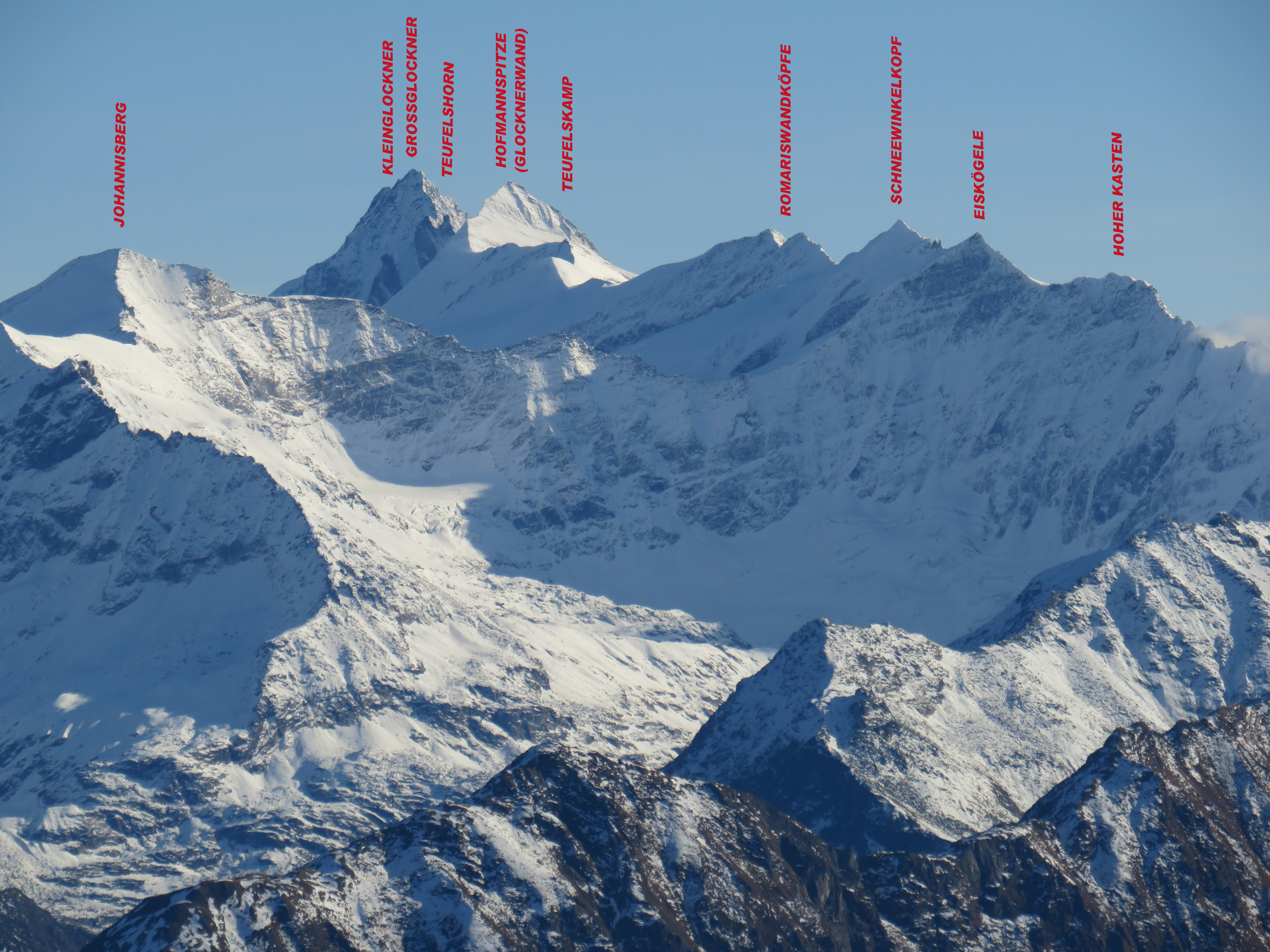
Lage des Eiskögele im westlichen Glocknerkamm gesehen von Nordwesten, mittig vorne das Ödenwinkelkees

Das Eiskögele liegt an der Stelle, an der das westliche Ende des Glocknerkamms an den Tauernhauptkamm stößt. Im Norden, Osten und Süden ist es von Gletschern umgeben. Im Norden liegt das Ödenwinklkees, das bis zum Fuß der Eiskögele-Nordwand reicht, im Osten erstreckt sich der Schneewinkel auf dem Nährgebiet der Pasterze, dem größten Gletscher Österreichs, bis zu einer Höhe von 3420 Metern bis kurz unterhalb des Gipfels. Im Süden liegt das Laperwitzkees, das bis zum Gipfel hinaufreicht. Benachbarte Berge sind im Verlauf des Nordostgrats, getrennt durch die Untere Ödenwinkelscharte auf 3160 Metern Höhe, der 3261 Meter hohe Ödenwinkelschartenkopf und im weiteren Verlauf der Johannisberg mit 3453 Metern Höhe. Im Verlauf der nach Westen gerichteten Ödenwinkelwand mit ihren stark gezackten Türmen und der Hohen Schneid liegt der Hohe Kasten. Die Westflanke des Eiskögeles fällt hinab bis ins Dorfer Tal, der nördlichen Verlängerung des Kalser Tals. Die nächstgelegenen bedeutenden Siedlungen sind das 11 Kilometer Luftlinie südlich gelegene Osttiroler Ködnitz bei Kals am Großglockner, und gut 20 km im Norden liegt im Pinzgau das salzburgische Kaprun.

## Stützpunkte und Touren
Es ist anzunehmen, dass die Erstbesteiger von 1872 auf ihrer Tour einen anderen Berg bezwungen hatten. Auf Grund schlechter Orientierung und der damaligen, noch ungenauen Alpenvereinskarte, wähnten sie sich auf dem 3189 Meter Hohen Kasten, der aber knapp einen Kilometer in westlicher Richtung liegt. Das Eiskögele ist nur im Rahmen einer Hochtour mit entsprechender Ausrüstung und Gletschererfahrung zu erreichen. Der seit 1884 als solcher erkannte Normalweg führt von der Oberwalderhütte, auf 2972 Metern Höhe gelegen, aus in nordwestlicher, dann westlicher Richtung über die spaltenreiche Pasterze zum Oberen Pasterzenboden und dann zur Unteren Ödenwinkelscharte. Von dort aus gelangt man über den Nordostgrat zum Gipfel. Die Route erfordert Kletterkenntnisse im Schwierigkeitsgrad UIAA II bei einer Eisneigung von 40°. Der Höhenunterschied zwischen Scharte und Gipfel beträgt 256 Höhenmeter, und die Gehzeit beträgt, laut Literatur, 3½ Stunden von der Hütte aus. Durch die knapp 500 Meter hohe Eiskögele-Nordwand führen seit Mitte der 1920er Jahre auch sehr anspruchsvolle Kletterrouten, zum Teil auch kombiniert (Fels / Eis), mit Schlüsselstellen im UIAA Grad V und bis zu 60° geneigten Firnfeldern.